# Віковий дуб (Жашківський район, 1)
Віковий дуб — ботанічна пам'ятка природи місцевого значення. Об'єкт розташований на території Жашківського району Черкаської області, садиба ВАТ «Росток», м. Жашків, вул. Радгоспна, 7.
Площа — 0,1 га, статус отриманий у 1983 році.
Охороняється одиноке дерево дуба віком більше 200 років з оригінальною кроною.